# 신에쓰 본선
신에쓰 본선(일본어: 信越本線,しんえつほんせん 신에쓰 혼센[*])은 일본의 철도 노선 중 하나로, 군마현 다카사키시 다카사키역에서 군마 현 안나카시 요코카와역까지를 잇는 구간과, 나가노현 나가노시의 시노노이역에서 나가노역을 잇는 구간, 니가타현 조에쓰시 나오에쓰역을 거쳐 니가타시 주오구의 니가타역까지를 잇는 구간을 통틀어 가리킨다. 에치고이시야마역에서 니가타 화물 터미널 역까지의 구간, 가미눗타리 신호장에서 야케지마 역까지의 구간, 가미눗타리 신호장에서 히가시니가타코 역까지의 구간은 모두 신에쓰 본선에 속한 화물 지선이다.
본선의 양쪽 구간은 동일본 여객철도 (JR 동일본)가, 화물 지선은 일본화물철도가 운영하고 있다. 1997년 호쿠리쿠 신칸센의 1차 구간 (다카사키 ~ 나가노)이 개통하면서 급경사로 인해 운행하기 어렵기로 악명이 높았던 요코카와 ~ 가루이자와 구간은 철거되었고, 가루이자와 ~ 시노노이 구간은 제3섹터 철도인 시나노 철도가 인수하여 운영하고 있다. 2015년 3월 14일 호쿠리쿠 신칸센이 연장 개통하면서 나가노~묘코코겐 구간은 시나노 철도에게, 묘코코겐~나오에쓰 구간은 최근 개업한 제3섹터 회사인 "에치고토키메키 철도"에게 이관되었다.

## 운행 형태

### 다카사키 ~ 요코카와
도쿄와 나가노를 잇는 도시간 수송은 호쿠리쿠 신칸센에 넘겼으며, 다카사키역에서 요코카와역까지는 지방 노선으로 변했다. 다카사키 역 ~ 요코카와 역 구간에서는 출근 시간대에는 20분에서 30분당 1편, 낮에는 시간당 1편꼴로 보통 열차가 다니고 있다. 폐선된 요코카와 역에서 가루이자와역까지는 JR 버스 간토가 운영하는 노선 버스가 다니고 있다.

### 시노노이 ~ 나가노
시노노이 역에서는 제3종 철도사업자인 시나노 철도선과 동일본 여객철도의 시노노이 선이 나가노 역까지 함께 달리기 때문에 비교적 열차편수가 많다. L특급 시나노 등 나고야 방면으로 운행하는 열차도 있다. 시노노이 선으로 직결 운행하는 열차들은 대개 주오 본선 방면으로 향하는 열차들로 장거리를 달리고 있다.
한편 나가노와 나오에쓰를 잇는 구간에서는 나가노 신칸센과의 접속을 고려한 열차들이 자주 다니며, 도요노역 ~ 나가노 역 구간에서는 이야마 선에서 직결 운행을 하는 열차도 있다. 나가노 역 ~ 도요노 역·묘코코겐 역, 나오에쓰 역 ~ 아라이 역·묘코코겐 역 사이를 달리는 열차들도 있다. 이 구간의 대부분은 단선 구간이기 때문에 낮 시간대에는 열차가 다니지 않는 시간대도 있다.

### 나오에쓰 ~ 니가타
니가타 현 내의 각 도시를 잇는 쾌속 구비키노(아라이역 ~ 니가타 역 간)이나 근거리 수송을 맡는 보통 열차들도 다니고 있다. 보통 열차들은 나가오카 역을 경계로 운행 계통이 대부분 갈라지며, 조에쓰선에서 들어오는 열차가 나가오카 역 ~ 니가타 역 사이에서 직결 운행을 하고 있다.
니쓰역 ~ 니가타 역 구간은 시간당 20분 간격으로 열차가 다니고 있다.

## 차량

### 다카사키 지구
- 동일본 여객철도 107계 전동차
- 일본국유철도 115계 전동차

### 나가노 지구
- 일본국유철도 115계 전동차
- 일본국유철도 169계 전동차
- 일본국유철도 183계 전동차(189계 개조전동차)
- 동일본 여객철도 E257계 전동차
- 도카이 여객철도 313계 전동차
- 도카이 여객철도 383계 전동차
- 동일본 여객철도 HB-E300계 기동차

### 나가노 ~ 나오에쓰
- 일본국유철도 115계 전동차
- 일본국유철도 183계·189계 전동차
- 일본국유철도 485계 전동차
- 동일본 여객철도 키하100계 전동차

### 나오에쓰 ~ 니가타
- 일본국유철도 115계 전동차
- 동일본 여객철도 E127계 전동차
- 일본국유철도 485계 전동차
- 서일본 여객철도 681계 전동차
- 서일본 여객철도 683계 전동차
- 호쿠에쓰 급행 HK100형 전동차
- 동일본 여객철도 110계 기동차
- 동일본 여객철도 키하E120형 기동차
- 일본국유철도 키하40계 전동차 (2세대)

## 역사
1885년 다카사키 역에서 요코카와 역까지 노선이 뚫린 것이 시초이다. 그 후 1886년~1888년 사이에 나오에쓰 역에서 나가노 역, 우에다 역, 가루이자와 역까지 노선이 뚫렸고, 1893년에는 중간의 우스이 고개를 지나게 되었다. 1907년에는 나오에쓰와 니가타를 잇는 '호쿠에쓰 철도'를 국유화하여, 1910년에 다카사키에서 나가노를 돌아 니가타로 이어지는 구간을 신에쓰 선으로 확정지었다.
1912년 5월 11일에는 우스이 고개를 넘는 요코카와 역 ~ 가루이자와 역이 직류 600V 구간으로 전철화되었는데, 이는 일본 간선 철도 중에서는 처음이다. 같은해 9월에는 니쓰 역에서 시바타 역으로 이어지는 지선을 개통했는데 1914년에 다카사키 역에서 니가타 역으로 이어지는 기존의 신에쓰 선은 본선으로 격상되고, 시바타 역으로 이어지는 지선은 무라카미 선으로 떨어져나가게 되었다.
그 후 차례차례 주요 구간들이 복선화되었고, 1987년 4월 1일 민영화에 따라 동일본 여객철도와 일본화물철도의 소속이 되었다. 1997년 10월 1일에는 나가노 신칸센의 개업으로 우스이 고개 구간이 폐지되고, 가루이자와 역에서 시노노이역까지는 시나노 철도가 인수하게 되었다.
2015년 3월 14일에 호쿠리쿠 신칸센이 나가노 역에서 가나자와역까지 연장 개통되면서, 묘코코겐에서 나오에쓰까지는 새로 설립 된 제3섹터인 "에치고토키메키 철도"에게, 나가노에서 묘코코겐까지는 시나노 철도로 이관되었다.

## 역 목록

### 다카사키 - 요코카와 구간
| 역명         | 일어 역명 | 역간 거리 | 영업 거리 | 접속 노선 | 소재지 | 소재지     | 소재지 |
| ------------ | --------- | --------- | --------- | --- | ------ | ---------- | ------ |
| 다카사키     | 高崎      |           | 0.0       | 동일본 여객철도 조에쓰 신칸센 · 호쿠리쿠 신칸센 다카사키 선(쇼난 신주쿠 라인 포함) · 조에쓰선 · 아가쓰마 선 료모 선 · 조신 전철 조신 선 | 군마현 | 다카사키시 |        |
| 기타타카사키 | 北高崎    | 2.4       | 2.4       | | 군마현 | 다카사키시 |        |
| 군마야와타   | 群馬八幡  | 4.0       | 6.4       | | 군마현 | 다카사키시 |        |
| 안나카       | 安中      | 4.2       | 10.6      | | 군마현 | 안나카시   |        |
| 이소베       | 磯部      | 7.0       | 17.6      | | 군마현 | 안나카시   |        |
| 마쓰이다     | 松井田    | 5.1       | 22.7      | | 군마현 | 안나카시   |        |
| 니시마쓰이다 | 西松井田  | 1.2       | 23.9      | | 군마현 | 안나카시   |        |
| 요코카와     | 横川      | 5.8       | 29.7      | | 군마현 | 안나카시   |        |

### 시노노이 - 나가노 구간
| 역명         | 일어 역명 | 역간 거리 | 영업 거리 | 접속 노선                                                                                   | 소재지   | 소재지   | 소재지   |
| ------------ | --------- | --------- | --------- | ------------------------------------------------------------------------------------------- | -------- | -------- | -------- |
| 시노노이     | 篠ノ井    |           | 0.0       | ■ 시노노이 선 (마쓰모토)방면 직통 운행 시나노 철도 시나노 철도선 (가루이자와)방면 직통 운행 | 나가노현 | 나가노시 | 나가노시 |
| 이마이       | 今井      | 2.1       | 2.1       |                                                                                             | 나가노현 | 나가노시 | 나가노시 |
| 가와나카지마 | 川中島    | 2.2       | 4.3       |                                                                                             | 나가노현 | 나가노시 | 나가노시 |
| 아모리       | 安茂里    | 2.1       | 6.4       |                                                                                             | 나가노현 | 나가노시 | 나가노시 |
| 나가노       | 長野      | 2.9       | 9.3       | ■ 호쿠리쿠 신칸센 나가노 전철 나가노 선 시나노 철도 기타시나노 선 (묘코코겐 방향 직통 운행) | 나가노현 | 나가노시 | 나가노시 |

### 나오에쓰 - 니가타 구간
| 역명              | 일어 역명    | 역간 거리 | 영업 거리 | 접속 노선 | 소재지         | 소재지       | 소재지 |
| ----------------- | ------------ | --------- | --------- | --- | -------------- | ------------ | ------ |
| 나오에쓰          | 直江津       | 0.0       | 0.0       | ■ 에치고토키메키 철도 묘코 하네우마 라인(묘코코겐 방향 직통) ■ 에치고토키메키 철도 니혼카이 히스이 라인(가나자와 방향 직통) | 조에쓰시       | 조에쓰시     |        |
| 구로이            | 黒井         | 2.7       | 2.7       | | 조에쓰시       | 조에쓰시     |        |
| 사이가타          | 犀潟         | 4.4       | 7.1       | ■호쿠에쓰 급행 호쿠호쿠 선                                                                                                  | 조에쓰시       | 조에쓰시     |        |
| 도소코하마        | 土底浜       | 2.3       | 9.4       | | 조에쓰시       | 조에쓰시     |        |
| 가타마치          | 潟町         | 1.8       | 11.2      | | 조에쓰시       | 조에쓰시     |        |
| 조게하마          | 上下浜       | 2.8       | 14.0      | | 조에쓰시       | 조에쓰시     |        |
| 가키자키          | 柿崎         | 3.6       | 17.6      | | 조에쓰시       | 조에쓰시     |        |
| 요네야마          | 米山         | 5.9       | 23.5      | | 가시와자키시   | 가시와자키시 |        |
| 가사시마          | 笠島         | 3.9       | 27.4      | | 가시와자키시   | 가시와자키시 |        |
| 오미가와          | 青海川       | 2.2       | 29.6      | | 가시와자키시   | 가시와자키시 |        |
| 구지라나미        | 鯨波         | 3.0       | 32.6      | | 가시와자키시   | 가시와자키시 |        |
| 가시와자키        | 柏崎         | 3.7       | 36.3      | ■ 에치고선 | 가시와자키시   | 가시와자키시 |        |
| 이바라메          | 茨目         | 3.0       | 39.3      | | 가시와자키시   | 가시와자키시 |        |
| 야스다            | 安田         | 2.9       | 42.2      | | 가시와자키시   | 가시와자키시 |        |
| 기타조            | 北条         | 2.6       | 44.8      | | 가시와자키시   | 가시와자키시 |        |
| 에치고히로타      | 越後広田     | 3.3       | 48.1      | | 가시와자키시   | 가시와자키시 |        |
| 나가토리          | 長鳥         | 2.7       | 50.8      | | 가시와자키시   | 가시와자키시 |        |
| 쓰카야마          | 塚山         | 5.0       | 55.8      | | 나가오카시     | 나가오카시   |        |
| 에치고이와쓰카    | 越後岩塚     | 4.7       | 60.5      | | 나가오카시     | 나가오카시   |        |
| 라이코지          | 来迎寺       | 2.8       | 63.3      | | 나가오카시     | 나가오카시   |        |
| 마에카와          | 前川         | 4.1       | 67.4      | | 나가오카시     | 나가오카시   |        |
| 미야우치          | 宮内         | 2.6       | 70.0      | 동일본 여객철도 조에쓰선 | 나가오카시     | 나가오카시   |        |
| 미나미나가오카    | 南長岡       | 1.4       | 71.4      | | 나가오카시     | 나가오카시   |        |
| 나가오카          | 長岡         | 1.6       | 73.0      | ■ 조에쓰 신칸센 | 나가오카시     | 나가오카시   |        |
| 기타나가오카      | 北長岡       | 2.5       | 75.5      | | 나가오카시     | 나가오카시   |        |
| 오시키리          | 押切         | 4.4       | 79.9      | | 나가오카시     | 나가오카시   |        |
| 미쓰케            | 見附         | 4.5       | 84.4      | | 미쓰케시       | 미쓰케시     |        |
| 오비오리          | 帯織         | 4.1       | 88.5      | | 산조시         | 산조시       |        |
| 도코지            | 東光寺       | 2.6       | 91.1      | | 산조시         | 산조시       |        |
| 산조              | 三条         | 3.5       | 94.6      | | 산조시         | 산조시       |        |
| 히가시산조        | 東三条       | 1.6       | 96.2      | ■ 야히코 선 | 산조시         | 산조시       |        |
| 호나이            | 保内         | 3.8       | 100.0     | | 산조시         | 산조시       |        |
| 가모              | 加茂         | 3.8       | 103.8     | | 가모시         | 가모시       |        |
| 하뉴다            | 羽生田       | 4.1       | 107.9     | | 미나미칸바라군 | 다가미정     |        |
| 다가미            | 田上         | 3.2       | 111.1     | | 미나미칸바라군 | 다가미정     |        |
| 야시로다          | 矢代田       | 3.7       | 114.8     | | 니가타시       | 아키하구     |        |
| 후루쓰            | 古津         | 3.1       | 117.9     | | 니가타시       | 아키하구     |        |
| 니쓰              | 新津         | 3.2       | 121.1     | ■ 우에쓰 본선 ■ 반에쓰사이선                                                                                                | 니가타시       | 아키하구     |        |
| 사쓰키노          | さつき野     | 1.5       | 122.6     | | 니가타시       | 아키하구     |        |
| 오기카와          | 荻川         | 2.3       | 124.9     | | 니가타시       | 아키하구     |        |
| 가메다            | 亀田         | 4.9       | 129.8     | | 니가타시       | 고난구       |        |
| 에치고이시야마    | 越後石山     | 2.4       | 132.2     | 일본화물철도 화물 지선 (니가타 화물터미널 방면)                                                                             | 니가타시       | 히가시구     |        |
| 가미눗타리 신호장 | 上沼垂信号場 | 2.2       | 134.4     | 일본화물철도 화물 지선 (야케지마 방면)                                                                                      | 니가타시       | 주오구       |        |
| 니가타            | 新潟         | 1.9       | 136.3     | ■ 조에쓰 신칸센 ■ 하쿠신 선(우에쓰 본선) ■ 에치고선                                                                         | 니가타시       | 주오구       |        |

## 같이 보기
- 호쿠에쓰 급행
- 일본의 철도 노선 목록